# 아르타바스도스

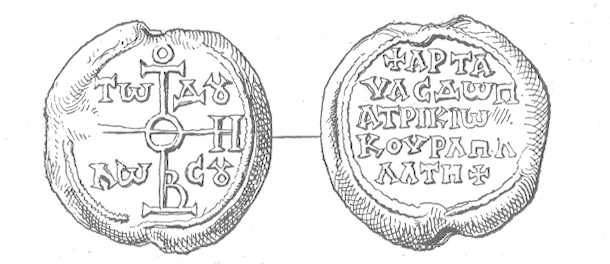

아르타바스도스(그리스어: Αρτάβασδος ο Εικονόφιλος, ? - 743년)는 741년 콘스탄티노스 5세를 내쫓고 동로마 황제가 되었으나 얼마 안 가 743년 콘스탄티노스가 다시 권좌에 복귀함으로써 폐위되었다.
아르타바스도스는 아나스타시우스 2세 황제의 치세에 아르메니아콘 테마의 총독(스트라테고스)가 되었다. 그러나 역시 다른 테마 아나톨리콘의 총독이던 레온과 손을 잡고 그의 사위가 되어 아나스타시우스에게 반기를 들었고 레온을 황제로 앉히는 데 공을 세웠다. 741년 레온이 죽고 그의 아들 콘스탄티노스 5세가 황제가 되었는데 아르타바스도스는 사라센을 정복하러 떠나다가 군대를 돌려 반란을 일으켰다. 콘스탄티노스는 아버지의 텃밭인 아모리움으로 도망쳤다.
황제가 된 후 아르타바스도스는 레온과 콘스탄티노스 부자의 성상파괴령을 철회하고 성상을 옹호하는 정책을 폈다. 그러나 아모리움에서 세력을 키운 콘스탄티노스가 743년 다시 콘스탄티노폴리스로 진격하였고 아르타바스도스는 사르디스에서 패하여 11월 2일 권좌에서 쫓겨났다. 그와 그의 두 아들은 원형 경기장에서 공개적으로 실명을 당하고 지지자들은 처형되고 신체 절단형을 받았다. 그는 강제로 콘스탄티노폴리스 교외의 수도원으로 폐위되었다. 죽은 날짜는 알려지지 않았다.
| 전임 콘스탄티노스 5세 (741) | 동로마 제국의 황제 741년 - 743년 | 후임 콘스탄티노스 5세 (743 - 775) |

## 같이 보기
- 동로마 황제